# Diocèse de Rotterdam
Le diocèse de Rotterdam (en latin : dioecesis Roterodamensis ; en néerlandais : Bisdom Rotterdam) est une Église particulière (diocèse) de l'Église catholique aux Pays-Bas dont le siège est à Rotterdam à la cathédrale Saint-Laurent-et-Sainte-Élisabeth. Érigé en  1955, il couvre la province de Hollande-Méridionale et est suffragant de l'archidiocèse d'Utrecht.

## Histoire
Le 16 juillet 1955, la province de Hollande-Méridionale est détachée du diocèse de Haarlem pour former le nouveau diocèse de Rotterdam. L'église Saint-Ignace devient la cathédrale du diocèse jusqu'à sa démolition en 1967. L'église Sainte-Élisabeth devient la nouvelle cathédrale du diocèse sous le nom de cathédrale Saint-Laurent-et-Sainte-Élisabeth de Rotterdam.
On comptait, en 2004, près de 579 816 baptisés pour 3 527 895 habitants.

## Ordinaires
| Évêque de Rotterdam | Évêque de Rotterdam   | Évêque de Rotterdam                                                      |
| ------------------- | --------------------- | ------------------------------------------------------------------------ |
| 1956 - 1970         | Martinus Jansen (nl)  |                                                                          |
| 1970 - 1983         | Adrianus Simonis      | 1982 - 1983: Philippe Bär (évêque auxiliaire)                            |
| 1983 - 1993         | Philippe Bär OSB      |                                                                          |
| 1994 - 2011         | Adrianus van Luyn SDB | 2011: Adrianus van Luyn (administrateur apostolique pendant quatre mois) |
| 2011 -              | Hans van den Hende    |                                                                          |

## Situation
En 2006, la population catholique du diocèse avec 531 222 baptisés représentait 15% de la population totale, alors qu'elle représentait 26,3% en 1969 avec 788 000 baptisés pour 3 millions d'habitants. Chaque dimanche, 26 605 pratiquants en moyenne allaient à l'église en 2006, ce qui représentait 4,9% du nombre de catholiques de sept ans et plus, et 0,7% de la population totale du diocèse de Rotterdam. En 2014, le pourcentage des catholiques baisse encore à 14,5% de la population totale (3 655 000 habitants).
L'effondrement de la pratique catholique depuis les années 1970 face à la sécularisation, à l'essor de l'athéisme et de l'islam marginalise la position de l'Église dont l'enseignement est devenu inaudible pour la plupart des Néerlandais, catholiques ou non. Le nombre de paroisses est passé de 194 en 2000 à 75 paroisses en 2014. Le nombre de prêtres est passé de 1 021 prêtres (séculiers et réguliers) en 1969 à 495 prêtres en 2000 et à 358 prêtres en 2014. L'effondrement des vocations religieuses est encore plus net avec 289 religieux en 2014 (contre 830 en 1969 et 470 en 2000) et 163 religieuses en 2014. Presque toutes les congrégations féminines (apostoliques et contemplatives) ont disparu dans le diocèse et les quelques religieuses subsistantes sont désormais en grande partie d'origine étrangère. Elles étaient 2 695 en 1969 et plus que 670 en 2000. Ensuite en moins de vingt ans, elles ont quasiment disparu. Le passage à la responsabilisation des laïcs n'a pas freiné la baisse de la pratique régulière, la non-transmission de la foi et l'abandon des sacrements, dont le baptême. Le nombre des diacres permanents est limité (34 en 2014). Un certain nombre d'églises ont été démolies, désacralisées et transformées à d'autres usages civils, tandis que des écoles catholiques ont dû fermer et des œuvres sociales perdre leur spécificité chrétienne.